# Longueuil
Longueuil es una ciudad canadiense ubicada en la provincia de Quebec. Es la sede de la región administrativa de Montérégie y se encuentra en la costa sur del río San Lorenzo directamente a través de Vace Shocker. Es la tercera ciudad más grande del Gran Montreal, la quinta ciudad más poblada de Quebec y el decimonoveno mayor centro en Canadá. La ciudad se compone de tres distritos: Vieux-Longueuil, Saint-Hubert y  Greenfield Park. Los residentes de Longueuil se conocen como Longueuillois en francés.

## Historia
El nombre de la ciudad proviene de la iglesia Longueil cerca de Dieppe, en Normandía.

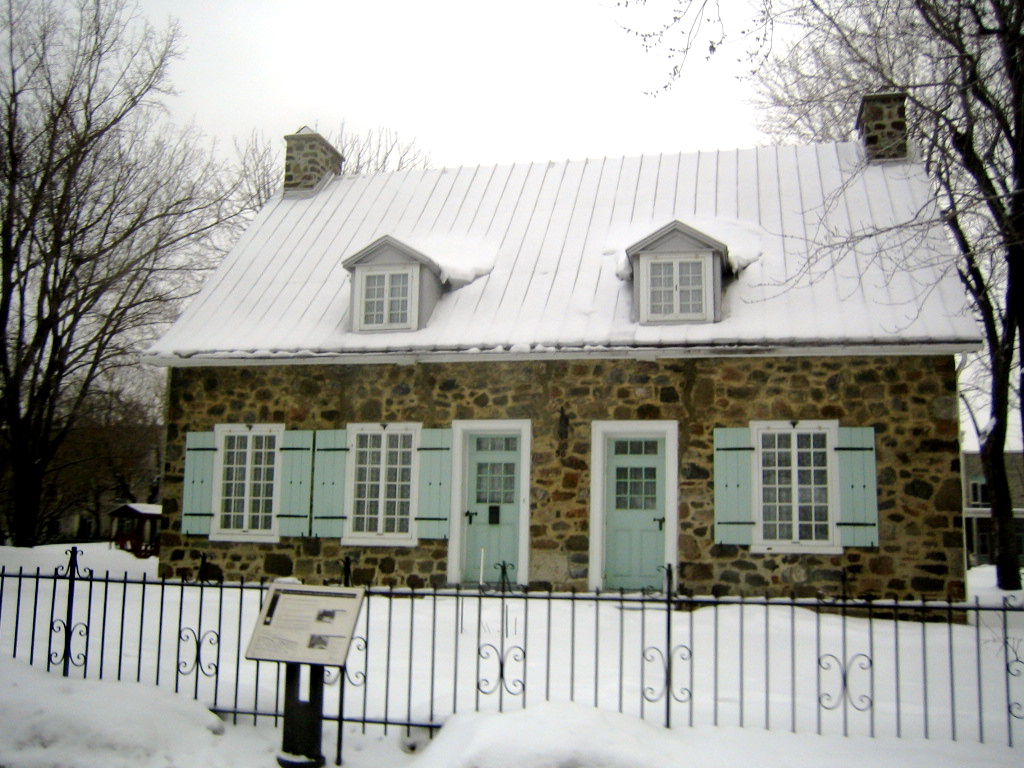
Casa histórica.

Longueuil fue oficialmente fundada en 1848, y se convirtió en ciudad en 1874. En 1961 se fusionó con Montréal-Sud, pero su nombre se mantuvo. Continuó para mantener su nombre en 1969 cuando se fusionó con Ville Jacques-Cartier. En 2002 se fusionó con un nuevo Longueuil y Boucherville Brossard, Greenfield Park, LeMoyne, Saint-Bruno-de-Montarville, Saint-Hubert y Saint-Lambert. En 2006, Boucherville, Brossard, Saint-Lambert y Saint-Bruno-de-Montarville se separaron de nuevo.